# Jillian Haldane
Jillian Haldane (* 10. November 1971) ist eine schottische Badmintonspielerin. 

## Karriere
Jillian Haldane gewann in Schottland neun Juniorentitel und einen Titel bei den Erwachsenen. 1993 und 1995 nahm sie an den Badminton-Weltmeisterschaften teil. 1996 wurde sie Zweite bei den French Open.

## Sportliche Erfolge
| Saison | Veranstaltung                       | Disziplin   | Platz | Name                                  |
| ------ | ----------------------------------- | ----------- | ----- | ------------------------------------- |
| 1987   | Schottland: Juniorenmeisterschaften | Mixed       | 1     | David Gilmour / Jillian Haldane       |
| 1988   | Schottland: Juniorenmeisterschaften | Mixed       | 1     | Gordon Haldane / Jillian Haldane      |
| 1988   | Schottland: Juniorenmeisterschaften | Damendoppel | 1     | Jillian Haldane / Kerry McKay         |
| 1989   | Schottland: Juniorenmeisterschaften | Mixed       | 1     | David Gilmour / Jillian Haldane       |
| 1989   | Schottland: Juniorenmeisterschaften | Damendoppel | 1     | Alexis Blanchflower / Jillian Haldane |
| 1990   | Schottland: Juniorenmeisterschaften | Mixed       | 1     | David Gilmour / Jillian Haldane       |
| 1990   | Schottland: Juniorenmeisterschaften | Dameneinzel | 1     | Jillian Haldane                       |
| 1990   | Schottland: Juniorenmeisterschaften | Damendoppel | 1     | Nicola Brown / Jillian Haldane        |
| 1996   | Schottland: Einzelmeisterschaften   | Damendoppel | 1     | Jillian Haldane / Elinor Middlemiss   |

## Referenzen
- Jillian Haldane beim Badminton-Weltverband

| Personendaten    | Personendaten                  |
| ---------------- | ------------------------------ |
| NAME             | Haldane, Jillian               |
| KURZBESCHREIBUNG | schottische Badmintonspielerin |
| GEBURTSDATUM     | 10. November 1971              |